# نادي ريو بريتو
ريو بريتو إسبورتي كلوب (بالإنجليزية: Rio Preto Esporte Clube)‏ يشار إليه عادة باسم ريو بريتو ، هو نادي كرة قدم محترف برازيلي مقرّه في ساو خوسيه دو ريو بريتو، ساو باولو. يتنافس الفريق في دوري باوليستا الدرجة الثالثة؛ المستوى الثالث من دوري كرة القدم لولاية ساو باولو.

## وصلات خارجية
- صفحة النادي على موقع كووورة